# The Famous Five (1995)
The Famous Five (Nederlands: De Vijf) is een Britse televisieserie, gebaseerd op de gelijknamige boekenserie van Enid Blyton.

## Rolverdeling
- Jemima Rooper als George
- Marco Williamson als Julian
- Paul Child als Dick
- Laura Petela als Anne
- Connal (border collie) als Timmy
- Christopher Good als Uncle Quentin
- Mary Waterhouse als Aunt Frances
- Elsie Kelly als Joan

## Afleveringen

### Seizoen 1
- Five on a Treasure Island: Part 1 (10 september 1995)
- Five on a Treasure Island: Part 2 (17 september 1995)
- Five Get into Trouble (24 september 1995)
- Five Go Adventuring Again (1 oktober 1995)
- Five Fall into Adventure (8 oktober 1995)
- Five Go to Demon's Rocks (15 oktober 1995)
- Five on Kirrin Island Again (22 oktober 1995)
- Five on Finniston Farm (29 oktober 1995)
- Five Go Off to Camp (5 november 1995)
- Five Have Plenty of Fun (12 november 1995)
- Five on a Secret Trail (19 november 1995)
- Five Go to Smuggler's Top: Part 1 (26 november 1995)
- Five Go to Smuggler's Top: Part 2 (3 december 1995)

### Seizoen 2
- Five Go Down to the Sea: Part 1 (10 november 1996)
- Five Go Down to the Sea: Part 2 (17 november 1996)
- Five Run Away Together (24 november 1996)
- Five Have a Mystery to Solve (1 december 1996)
- Five Go to Mystery Moor (8 december 1996)
- Five (Go) On a Hike Together (15 december 1996)
- Five Have a Wonderful Time: Part 1 (5 januari 1997)
- Five Have a Wonderful Time: Part 2 (12 januari 1997)
- Five Go Off in a Caravan (19 januari 1997)
- Five Get into a Fix (26 januari 1997)
- Five Are Together Again (2 februari 1997)
- Five Go to Billycock Hill: Part 1 (9 februari 1997)
- Five Go to Billycock Hill: Part 2 (16 februari 1997)